# Beethoven Ring
Beethoven Ring (în română Inelul Beethoven) este un premiu în domeniul muzicii clasice creat în 2004, acordat în fiecare an de asociația culturală germană Bürger für Beethoven.

## Prezentare
Beethoven Ring („Inelul Beethoven”) este acordat în fiecare an începând din 2004 de către asociația culturală Bürger für Beethoven („Cetățeni pentru Beethoven”), cu sediul în Bonn, locul de naștere al lui Ludwig van Beethoven. Premiul își propune să răsplătească „tinerii muzicieni promițători”. Câștigătorul este una dintre cele mai tinere cinci personalități artistice care au interpretat o lucrare de Beethoven în timpul Festivalului Beethoven.

## Laureați
Ceremonia de decernare a premiului Beethoven Ring are loc ca parte a unui concert de caritate în sala de muzică de cameră a casei lui Beethoven din Bonn. Fiecare inel este unicat și realizat manual din aur roz de 18 carate și argint sterling..
De la prima decernare, câștigătorii au fost: 
| Anul | Laureatul            | Țara                       |
| ---- | -------------------- | -------------------------- |
| 2004 | Gustavo Dudamel      | Venezuela                  |
| 2005 | Julia Fischer        | Germania                   |
| 2006 | Lisa Batiashvili     | Georgia                    |
| 2007 | Giorgi Kharadze      | Georgia                    |
| 2008 | Lauma Skride         | Letonia                    |
| 2009 | Teo Gheorghiu        | Elveția / Canada           |
| 2010 | Sergey Khachatryan   | Armenia                    |
| 2011 | Přemysl Vojta        | Cehia                      |
| 2012 | Philippe Tondre      | Franța                     |
| 2013 | Ragnhild Hemsing     | Norvegia                   |
| 2014 | Sophie Dartigalongue | Franța                     |
| 2015 | Nicolas Altstaedt    | Germania                   |
| 2016 | Filippo Gorini       | Italia                     |
| 2017 | Igor Levit           | Germania / Rusia           |
| 2018 | Kit Armstrong        | Statele Unite ale Americii |
| 2019 | Nicola Heinecker     | Germania                   |
| 2020 | nedecernat           |                            |
| 2021 | Knut Hanßen          | Germania                   |
| 2022 | Julia Hagen          | Austria                    |